# Yórgos Kalaïtzákis
Yórgos "George" Kalaïtzákis (en grec moderne : Γιώργος Καλαϊτζάκης), né le 2 janvier 1999, à Héraklion, en Grèce, est un joueur grec de basket-ball. Il évolue au poste d'ailier. Son frère jumeau, Panayótis, est également basketteur professionnel.

## Biographie
En août 2020, Kalaïtzákis signe un contrat de deux saisons avec le Panathinaïkos.
Choisi par les Pacers de l'Indiana lors de la draft 2021 de la NBA, Kalaïtzákis part aux Bucks de Milwaukee dans un échange. Il est licencié en décembre 2021.
Le 4 avril 2022, il signe pour dix jours en faveur du Thunder d'Oklahoma City.
En juillet 2022, Kalaïtzákis retourne au Panathinaïkos pour deux saisons. Il y retrouve son frère.

## Palmarès
- Champion de Grèce 2017, 2018, 2019, 2021
- Coupe de Grèce 2016, 2017, 2019, 2021